# Intramoleculaire krachten
Intramoleculaire krachten zijn de krachten die atomen en subatomaire deeltjes op elkaar uitoefenen binnen een molecuul. In tegenstelling tot  intermoleculaire krachten hebben intramoleculaire krachten vaak een grote invloed op de vorm van een molecuul. Vooral in polymere kunststoffen en eiwitten kunnen intramoleculaire krachten een grote rol spelen. De krachten die ten grondslag liggen aan intramoleculaire interacties zijn, met een uitbreiding, dezelfde die bij de intermoleculaire interacties een rol spelen:
Coulomb-interactiedelen van een molecuul kunnen een lading dragen. In de organische chemie gaat dit vooral om geïoniseerde zuurgroepen als negatieve plaatsen in het molecuul en (eventueel quaternaire) ammonium-ionen.
Dipool-dipoolinteractiesPermanente dipolen in het molecuul zullen een oriëntatie zoeken die het positieve einde van de ene dipool in de buurt brengt van het negatieve uiteinde van de andere dipool.
waterstofbruggenEen zwakke binding met aspecten van zowel dipoolkrachten als covalente binding. Intramoleculaire waterstofbruggen zijn terug te vinden in veel biomoleculen, waaronder suikers, RNA en eiwitten. De α-helix en het β-sheet zijn een direct gevolg van deze interacties, evenals de lussen in het RNA.
Vanderwaalskrachtenspelen in met name eiwitten in hydrofobe gebieden een belangrijke rol.
Aromatische interactieeen speciaal geval van vanderwaalskrachten. De grotere "beweeglijkheid" van elektronen (delokalisatie) in de aromatische ring leidt tot een grotere interactie dan bij niet aromatische delen van het molecuul.
De uitbreiding heeft betrekking op de covalente bindingen die aanwezig zijn tussen de atomen die in het molecule zijn opgenomen. De krachten die hierbij een rol spelen zijn van een andere (grotere) grootte-orde dan de hierboven genoemde krachten.
Bindingsenergieten gevolge van de covalente binding tussen twee atomen
RingspanningVooral bij kleinere ringvormige moleculen komen de hoeken tussen de verschillende bindingen niet altijd overeen met de meest gunstige waarden. Dit leidt tot een hogere energie van de ringsystemen, die daardoor makkelijker uit elkaar vallen of reageren.